# Vladimir Radmanović

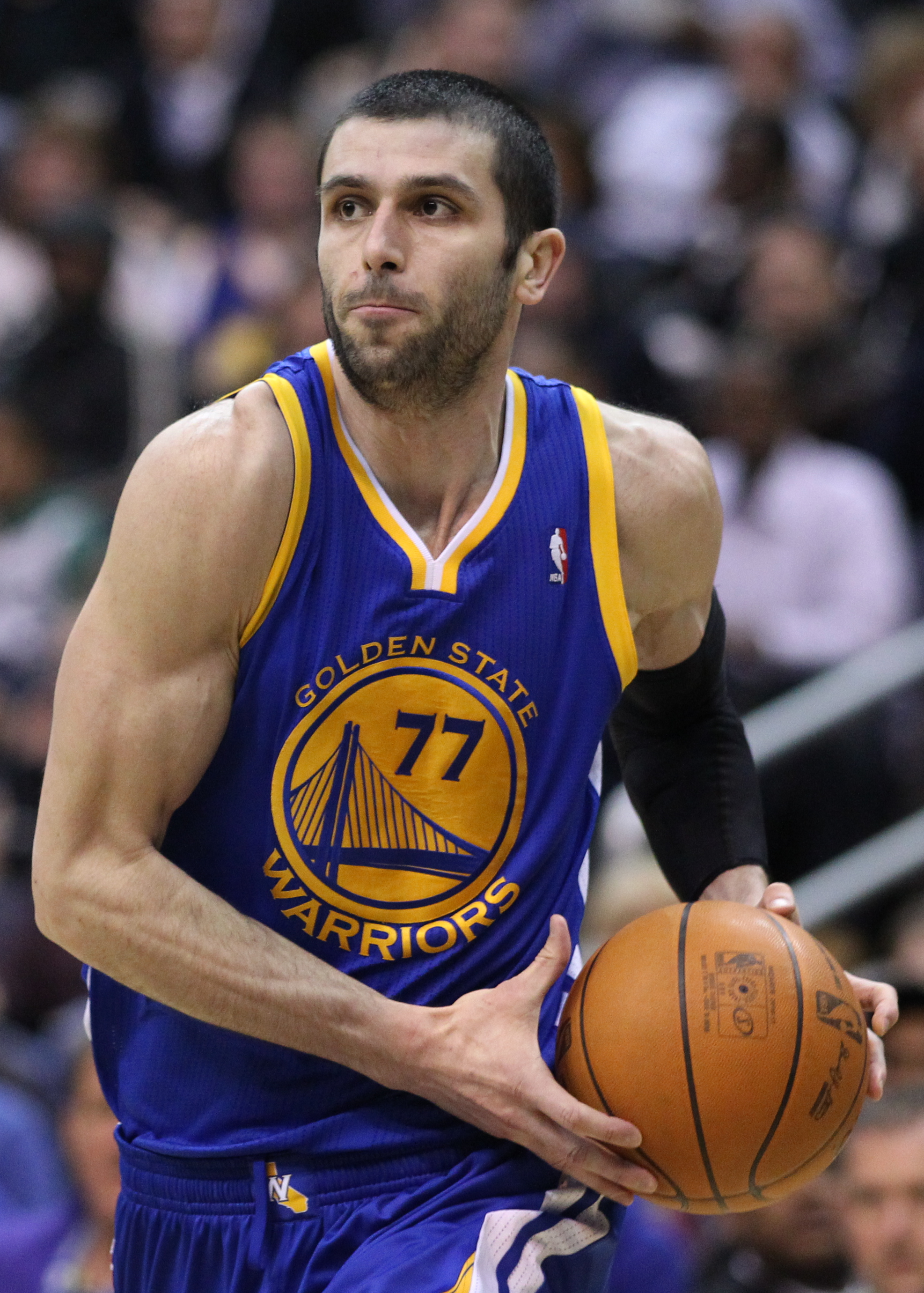

Vladimir Radmanović, em servo-croata cirílico Владимир Радмановић, (19 de Novembro de 1980 na cidade de Trebinje, Bósnia e Herzegovina) é um ex-jogador profissional de basquetebol sérvio. Defendeu diversos times da NBA e a Seleção Sérvia Montenegrina de Basquetebol nas Olimpíadas.
Em outubro de 2013, Radmanović anunciou sua aposentadoria, depois de 12 temporadas na NBA.

## Estatísticas

### Temporada regular
| Ano     | Equipe        | PJ  | PT  | MPP  | %TC  | %3P  | %TL  | RPP | APP | ROB | TPP | PPP  |
| ------- | ------------- | --- | --- | ---- | ---- | ---- | ---- | --- | --- | --- | --- | ---- |
| 2001–02 | Seattle       | 61  | 16  | 20.2 | .412 | .420 | .681 | 3.8 | 1.3 | .9  | .4  | 6.7  |
| 2002–03 | Seattle       | 72  | 16  | 26.5 | .410 | .355 | .706 | 4.5 | 1.3 | .9  | .3  | 10.1 |
| 2003–04 | Seattle       | 77  | 38  | 30.1 | .425 | .371 | .748 | 5.3 | 1.8 | 1.0 | .6  | 12.0 |
| 2004–05 | Seattle       | 63  | 0   | 29.5 | .409 | .389 | .786 | 4.6 | 1.4 | .9  | .5  | 11.8 |
| 2005–06 | Seattle       | 47  | 16  | 23.2 | .401 | .367 | .887 | 4.0 | 1.5 | .7  | .3  | 9.3  |
| 2005–06 | L.A. Clippers | 30  | 11  | 29.5 | .417 | .418 | .731 | 5.7 | 2.1 | 1.0 | .5  | 10.7 |
| 2006–07 | L.A. Lakers   | 55  | 15  | 17.9 | .424 | .339 | .726 | 3.3 | 1.2 | .4  | .3  | 6.6  |
| 2007–08 | L.A. Lakers   | 65  | 41  | 22.8 | .453 | .406 | .800 | 3.3 | 1.9 | .7  | .2  | 8.4  |
| 2008–09 | L.A. Lakers   | 46  | 28  | 16.8 | .444 | .441 | .852 | 2.5 | .8  | .6  | .2  | 5.9  |
| 2008–09 | Charlotte     | 32  | 3   | 21.1 | .401 | .357 | .645 | 3.3 | 1.3 | .6  | .2  | 8.3  |
| 2009–10 | Charlotte     | 8   | 0   | 16.6 | .333 | .318 | .667 | 3.6 | .9  | .4  | .1  | 4.9  |
| 2009–10 | Golden State  | 33  | 20  | 23.0 | .385 | .267 | .762 | 4.5 | 1.2 | .8  | .2  | 6.6  |
| 2010-11 | Golden State  | 74  | 6   | 15.8 | .431 | .405 | .882 | 2.9 | 1.1 | .6  | .6  | 5.1  |
| 2011-12 | Atlanta       | 49  | 3   | 15.4 | .376 | .370 | .759 | 2.9 | 1.1 | .4  | .3  | 4.5  |
| 2012-13 | Chicago       | 25  | 0   | 5.8  | .302 | .185 | .667 | 1.1 | .3  | .3  | .2  | 1.3  |
| Total   |               | 737 | 213 | 21.9 | .415 | .378 | .758 | 3.8 | 1.4 | .7  | .4  | 8.0  |

### Playoffs
| Ano   | Equipe        | PJ | PT | MPP  | %TC   | %3P   | %TL   | RPP | APP | ROB | TPP | PPP |
| ----- | ------------- | -- | -- | ---- | ----- | ----- | ----- | --- | --- | --- | --- | --- |
| 2002  | Seattle       | 5  | 2  | 22.6 | .438  | .538  | 1.000 | 3.6 | 1.0 | .2  | .2  | 7.6 |
| 2005  | Seattle       | 6  | 0  | 20.3 | .371  | .238  | .500  | 3.0 | .5  | .7  | .5  | 5.3 |
| 2006  | L.A. Clippers | 12 | 2  | 20.5 | .470  | .463  | .696  | 4.0 | 1.1 | .6  | .5  | 8.1 |
| 2008  | L.A. Lakers   | 21 | 21 | 22.9 | .444  | .372  | .833  | 3.8 | 1.5 | .6  | .0  | 8.0 |
| 2012  | Atlanta       | 2  | 0  | 7.5  | .000  | .000  | .000  | .5  | .5  | .0  | .0  | .0  |
| 2013  | Chicago       | 1  | 0  | 10.0 | 1.000 | 1.000 | .000  | .0  | 1.0 | 2.0 | .0  | 9.0 |
| Total |               | 47 | 25 | 21.0 | .440  | .396  | .735  | 3.5 | 1.1 | .6  | .2  | 7.3 |